# 견결
견결(見結)은 애결(愛結) · 에결(恚結) · 만결(慢結) · 무명결(無明結) · 견결(見結) · 취결(取結) · 의결(疑結) · 질결(嫉結) · 간결(慳結)의 9결(九結) 가운데 하나이다.
《아비달마품류족론》 제1권에 따르면,
견결(見結)은 유신견(有身見) · 변집견(邊執見) · 사견(邪見)의 3견(三見)을 말한다.
《대승아비달마집론》 제4권과 《대승아비달마잡집론》 제6권에 따르면,
견결(見結)은 살가야견(薩迦耶見) · 변집견(邊執見) · 사견(邪見)의 3견(三見)을 말한다. 마음이 견결 즉 살가야견 · 변집견 · 사견의 3견 가운데 어느 하나 혹은 다수에 의해 묶이게[所繫] 되면 마음은 사출리(邪出離) 즉 삿된 출리 즉 그릇된 출리를 바른 출리(出離: 해탈에 도달한 상태, 고통 · 번뇌 · 윤회로부터 벗어난 상태)라고 망녕되이 계탁하여 추구하고 그 사출리에 대해 망녕되이 아주 심하게 집착하는 상태 즉 망집착(妄執著: 망녕된 집착, 심한 집착)의 상태가 된다. 사출리에 대해 망집착하기 때문에 불선을 널리 행하고 갖가지 선을 행하지 않게 된다. 불선은 행하고 선은 행하지 않기 때문에 미래세의 고(苦)를 불러들이고 그 고(苦)와 상응하게 된다. 한편, 출리는 출요(出要)라고도 하며, 이 두 낱말은 벗어난 상태를 뜻하기도 하지만 벗어나는 방법을 뜻하기도 한다.
《잡집론》의 해설에 따르면, 살가야견(薩迦耶見)에 따른 망집착은 사출리에 대해 망녕되이 집착하여 내[我]가 미래에 해탈할 것이라고 여기거나, 내 것[我所]이 미래에 해탈할 것이라고 여기거나, 혹은 나[我] 또는 내 것[我所]이 이미 해탈한 것이라고 여기는 것을 말한다.
《잡집론》의 해설에 따르면, 변집견(邊執見)에 따른 망집착은 사출리에 대해 망녕되이 집착하여 이 방편으로 인해 내[我]가 미래에 상주(常住: 영원히 존재함)하게 될 것이라고 여기거나 혹은 내[我]가 미래에 단멸(斷滅: 영원히 소멸됨)하게 될 것이라고 여기는 것을 말한다.
《잡집론》의 해설에 따르면, 사견(邪見)에 따른 망집착은 사출리에 대해 망녕되이 집착하여 불교의 가르침[佛法]에는 해탈(解脫: 번뇌로부터 벗어남, 죄의 상태로부터 벗어남, 구원)의 상태가 없는 것이 아주 확실하다고 여기는 것을 말한다.

## 같이 보기
- 견(見)

## 참고 문헌
- 곽철환 (2003). 《시공 불교사전》. 시공사 / 네이버 지식백과. |title=에 외부 링크가 있음 (도움말)
- 미륵 지음, 현장 한역, 강명희 번역 (K.614, T.1579). 《유가사지론》. 한글대장경 검색시스템 - 전자불전연구소 / 동국역경원. K.570(15-465), T.1579(30-279). |title=에 외부 링크가 있음 (도움말)
- 세친 지음, 현장 한역, 권오민 번역 (K.955, T.1558). 《아비달마구사론》. 한글대장경 검색시스템 - 전자불전연구소 / 동국역경원. K.955(27-453), T.1558(29-1). |title=에 외부 링크가 있음 (도움말)
- 호법 등 지음, 현장 한역, 김묘주 번역 (K.614, T.1585). 《성유식론》. 한글대장경 검색시스템 - 전자불전연구소 / 동국역경원. K.614(17-510), T.1585(31-1). |title=에 외부 링크가 있음 (도움말)
- 세친 지음, 현장 한역, 송성수 번역 (K.618, T.1612). 《대승오온론》. 한글대장경 검색시스템 - 전자불전연구소 / 동국역경원. K.618(17-637), T.1612(31-848). |title=에 외부 링크가 있음 (도움말)
- 운허.  동국역경원 편집, 편집. 《불교 사전》. |title=에 외부 링크가 있음 (도움말)
- (영어) DDB. 《Digital Dictionary of Buddhism (電子佛教辭典)》. Edited by A. Charles Muller. |title=에 외부 링크가 있음 (도움말)
- (중국어) 미륵 조, 현장 한역 (T.1579). 《유가사지론(瑜伽師地論)》. 대정신수대장경. T30, No. 1579. CBETA. |title=에 외부 링크가 있음 (도움말)
- (중국어) 佛門網. 《佛學辭典(불학사전)》. |title=에 외부 링크가 있음 (도움말)
- (중국어) 星雲. 《佛光大辭典(불광대사전)》 3판. |title=에 외부 링크가 있음 (도움말)
- (중국어) 세친 조, 현장 한역 (T.1612). 《대승오온론(大乘五蘊論)》. 대정신수대장경. T31, No. 1612, CBETA. |title=에 외부 링크가 있음 (도움말)
- (중국어) 세친 조, 현장 한역 (T.1558). 《아비달마구사론(阿毘達磨俱舍論)》. 대정신수대장경. T29, No. 1558, CBETA. |title=에 외부 링크가 있음 (도움말)
- (중국어) 호법 등 지음, 현장 한역 (T.1585). 《성유식론(成唯識論)》. 대정신수대장경. T31, No. 1585, CBETA. |title=에 외부 링크가 있음 (도움말)